# 江振誠
江 振誠（ジアン・チェンチャン）、アンドレ・チャン（André Chiang）は、台湾のフランス料理シェフ。「世界のトップ・シェフ100人」に選ばれており、台湾人シェフとしては唯一である。
シンガポールを拠点とする『レストラン・アンドレ』のオーナーシェフ。
1976年、台湾に産まれる。
15歳のときにフランスに渡り、モンペリエの『ジャルダン・デ・サンス』、ロアンヌの『トロワグロ』で研鑽を積み、パリの『ラトリエ・ドゥ・ジョエル・ロブション』、『ピエール・ガニェール』、『アストランス』を経て、2008年にシンガポールへ渡り『ジャーン・パー・アンドレ』を、2010年に『レストラン・アンドレ』を開いた。2021年の「アジアのベストレストラン50」（『レストラン』）ではレストラン・アンドレが第2位を獲得している。
2014年には台湾台北市にて『RAW』をオープンする。
2020年8月に自身が主演として出演しているドキュメンタリー映画『アンドレ・チャンとオリーブの木』（André & His Olive Tree）が台湾で公開された。日本の青森県でも2022年2月に上映会が開催された。